# Francesco Bracciolini
Pour les articles homonymes, voir Bracciolini.
Francesco Bracciolini (né le 26 novembre 1566 à Pistoia et mort le 31 août 1645 dans la même ville) est un poète italien.

## Biographie
Francesco Bracciolini naquit à Pistoia, d’une famille noble, le 26 novembre 1566. Il passa les premières années de sa jeunesse à Florence, et y fut reçu de l’Académie Florentine. Ses talents lui firent des amis. Un canonicat lui ayant été offert en 1605, il n’hésita plus à entrer dans les ordres. Bracciolini se rendit ensuite à Rome, et s’attacha au prélat Maffeo Barberini, qui fut bientôt après cardinal. Ce cardinal, envoyé nonce en France, y conduisit Bracciolini ; et, devenu pape en 1623, sous le nom d’Urbain VIII, le donna pour se à son frère, le cardinal Antonio Barberini. Fixé à Rome pendant le pontificat d’Urbain VIII, Bracciolini s’y fit une grande réputation, fréquenta les académies, et y fut souvent applaudi. À la mort du pontife, il retourna dans sa patrie, et y mourut peu de temps après, le 31 août 1645.
On lui doit l'iconographie des fresques de Pietro da Cortona du plafond du Palais Barberini qui n'ont pas encore été retrouvées.

## Œuvres
Bracciolini a laissé plusieurs poèmes, dont deux surtout ont eu un succès remarquable ; l’un, dans le genre héroïque, est placé par beaucoup de critiques immédiatement après La Jérusalem délivrée ; l’autre, dans le genre plaisant ou badin (piacevole), fut regardé dans son temps comme le meilleur après Le Seau enlevé. Les principaux ouvrages de Bracciolini sont : 
- La Croce racquistata, poema eroico, canti 15, Paris, Ruelle, 1605 in-8° ; augmenté et divisé en 35 chants, Venise, Ciotti et Giunti, 1611, in-4° ; et avec les allégories de l’auteur, ibid., 1614, in-12, etc. Le sujet de ce poème est la Vraie Croix reprise par l’empereur Héraclius au roi de Perse, Chosroês, qui s’en était emparé cinq ans auparavant, en prenant Jérusalem. Les obstacles sont suscités par les démons, et aplanis par Ste. Hélène, qui fait don à Héraclius d’un bouclier céleste, par les anges, par la constance de l’armée chrétienne et le courage d’Héraclius. La croix est enfin reconquise et reportée en triomphe à Jérusalem. Tiraboschi consent que ce poème soit le premier après celui du Tasse, pourvu que ce soit à longue distance.
- Lo Scherno degli Dei, poema eroico-giocoso, canti 13, colla Fillide Civettina, e col Batino dell’istesso autore, Florence, Giunti, 1618, in-4° ; Venise, 1618, in-12. Les dieux du paganisme y sont tournés en ridicule ; Bracciolini ne voulut pas seulement rivaliser avec l’auteur de Le Seau enlevé, il voulut encore paraître avant lui, afin de passer pour l’inventeur de ce genre de poème : il publia en effet le sien près de quatre ans avant que celui du Tassoni ; mais il fut ensuite prouvé que la composition de ce dernier datait de 1611, qu’il était lini dès 1615, et qu’en attendant qu'il fût imprimé, il en courait publiquement des copies manuscrites. La 1re édition du Scherno degli Dei était en 14 chants ; il en parut une 2e corrigée et augmentée de 6 chants, à Florence, 1625 in-4° ; et une autre à Rome, 1626, in-12. Ce second poème est placé, à l’égard de celui du Tassoni, au mênie rang que l’autre à l’égard de celui du Tasse, mais aux mêmes conditions.
- L'elettione di papa Urbano VIII, poema eroico in 23 canti, Rome, 1628 (lire en ligne). Un poème en 23 chants, sur l’élection d’un pape, est un peu long ; il ne le parut point à Urbain VIII, qui crut en récompenser libéralement l’auteur en lui permettant d’ajouter à ses armoiries celles des Barberini, qui étaient des abeilles et à son nom de famille le surnon dalle Api, que Bracciolini mit en effet, depuis ce temps, en tête de tous ouvrages.
- La Roccella espugnata, poème héroïque en 20 chants, Rome, 1630, in-12.
- La Bulgheria convertita, poema eroico in 20 canti, Rome, Giacomo Mascardi, 1637 (lire en ligne).
- Trois tragédies l’Evandro, l’Arpalice, la Pentesilea, Rome, 1612, 1613 et 1615, in-8°.
- L’Amoroso sdegno, favola pastorale, Venise, 1597, in-12 ; et Milan, même année, mais corrigée par l’auteur. C’était un ouvrage de sa jeunesse, et qu’il ne voulait point faire imprimer, mais un ami prit sur lui de le publier, comme nous l’apprend l’imprimeur Ciotti dans l’Avis au lecteur de la 1re édition. L’Amoroso sdegno fut traduit en français en 1603 : Le dédain amoureux, pastorale faite française sur l'italien du sieur F. Bracioliny, Paris, in-12°. Chapelain trouvait cette pastorale inférieure au Pastor fido de Guarini et à la Filli di Sciro de Bonarelli mais il l'estimait « meilleure que l'Aminte du Tasse »[3].
- Ero e Leandro, favola marittima, con gli intermedj apparenti, Rome, 1630, in-12 ; Il Monserrato, dramma, Rome, 1629, in-12. Ce titre annonce que la scène est en Espagne. La Mort y récite le prologue, et St. Jacques de Compostelle y fait un rôle sous l’habit de pèlerin. On peut voir dans Mazzuchelli les titres de quelques autres ouvrages imprimés de cet écrivain fécond, ainsi que ceux de plusieurs autres qui sont restés inédits.